# Episodi di Strega per sempre (seconda stagione)
La seconda stagione della serie televisiva colombiana Strega per sempre (Siempre bruja), composta da 8 episodi, è stata pubblicata su Netflix il 28 febbraio 2020.
| N° | Titolo originale        | Titolo italiano     | Pubblicazione    |
| -- | ----------------------- | ------------------- | ---------------- |
| 1  | Alguien como yo         | Qualcuno come me    | 28 febbraio 2020 |
| 2  | Sangüijuelas            | Sanguisughe         | 28 febbraio 2020 |
| 3  | Antares                 | Antares             | 28 febbraio 2020 |
| 4  | Mr. Hyde                | Mr. Hyde            | 28 febbraio 2020 |
| 5  | Una grieta en el tiempo | Una crepa nel tempo | 28 febbraio 2020 |
| 6  | De alumna a maestra     | Da alunna a maestra | 28 febbraio 2020 |
| 7  | El último deseo         | L'ultimo desiderio  | 28 febbraio 2020 |
| 8  | Un imposible            | Impossibile         | 28 febbraio 2020 |

## Qualcuno come me
- Titolo originale: Alguien como yo
- Diretto da: Liliana Bocanegra
- Scritto da: Isidora Chacón e Ana María Parra

## Sanguisughe
- Titolo originale: Sangüijuelas
- Diretto da:
- Scritto da:

## Antares
- Titolo originale: Antares
- Diretto da:
- Scritto da:

## Mr. Hyde
- Titolo originale: Mr. Hyde
- Diretto da:
- Scritto da:

## Una crepa nel tempo
- Titolo originale: Una grieta en el tiempo
- Diretto da:
- Scritto da:

## Da alunna a maestra
- Titolo originale: De alumna a maestra
- Diretto da:
- Scritto da:

## L'ultimo desiderio
- Titolo originale: El último deseo
- Diretto da:
- Scritto da:

## Impossibile
- Titolo originale: Un imposible
- Diretto da:
- Scritto da: